# HD 65216 b
HD 65216 b – planeta orbitująca wokół gwiazdy HD 65216. Należy do gazowych olbrzymów i jest co najmniej o 22% cięższa od Jowisza.